# Expressen Lifestyle
Expressen Lifestyle är ett affärsområde inom Bonnier News, och innefattar Expressen, GT och Kvällsposten samt ett trettiotal magasin. Man gör även digitala produkter som sajter, nyhetsbrev, mobila tjänster och webb-tv.
Expressen Lifestyle bildades då Bonnier Magazines & Brands och Bonnier News Lifestyle slogs ihop 2018.
Vd är 2022 Anders Eriksson, och rörelsevinsten för verksamheten 2021 blev 88 miljoner kronor.

## Titlar inom affärsområde Expressen Lifestyle
- Allt i Hemmet
- Allt om Mat
- Allt om Resor
- Allt om trädgård
- Allt om vin
- Amelia
- Damernas Värld
- Expressen
- Gods&Gårdar
- GT, Göteborgs-Tidningen
- Gård&Torp
- Hembakat
- Hem och Antik
- Hälsoliv
- Korsord
- Kvällsposten
- Lantliv
- Leva&Bo
- M-Magasin
- Mama
- Sköna Hem
- Styleby
- Söndag
- Tara
- Teknikens Värld
- TV
- TV14